# Amstel Curaçao Race 2006
Op 4 november 2006 werd de 5e editie van de Amstel Curaçao Race verreden. De wedstrijd, die 80 kilometer lang was, werd gewonnen door de Spanjaard Alejandro Valverde.

## Uitslag (top 10)
| rang | renner             | land             | ploeg                  |
| ---- | ------------------ | ---------------- | ---------------------- |
| 1    | Alejandro Valverde | Spanje           | Caisse d'Epargne       |
| 2    | Fränk Schleck      | Luxemburg        | Team CSC               |
| 3    | Erik Dekker        | Nederland        | Rabobank               |
| 4    | Michael Barry      | Canada           | Discovery Channel      |
| 5    | Bart Brentjens     | Nederland        | Giant Asia Racing Team |
| 6    | Michael Boogerd    | Nederland        | Rabobank               |
| 7    | George Hincapie    | Verenigde Staten | Discovery Channel      |
| 8    | Maarten den Bakker | Nederland        | Rabobank               |
| 9    | Niko Eeckhout      | België           | Chocolade Jacques      |
| 10   | Frank Nijssen      | Nederland        | HSV de kampioen        |